# Суниці зелені
Суни́ці зеле́ні (Fragaria viridis Weston; Fragaria collina), полуни́ці, тру́скавка — рослина роду суниці (Fragaria) родини розових (Rosaceae). У  побуті полуницями також часто називають як суниці мускусні (F. moschata), так і великоплідні суниці садові (F. × ananassa).

## Назва
Слово полуниця, згідно зі Словником Грінченка, в Україні вживалося тільки щодо суниць зелених. У середині XX ст. «полуницями» називають вже і суниці мускусні. У сучасному мовленні «полуницею, полуницями» не зовсім правильно називають суниці садові.
Саме слово вважають похідним від дієслова паленіти (у давнішій формі *поленіти) — «яскраво горіти», «червоніти», «рум'яніти». Назва пов'язана з яскраво-червоним кольором ягід. Пор. також іншу назву полуниць — «червона ягода» і її сербські назви — рдеча jагода, црвена jагода. Інша версія пов'язує полуниця з коренем «пол-», пояснюючи назву тим, що зізрілі ягоди робляться червоними тільки на сонячній стороні, половина ж в тіні залишається білою. В. І. Даль у своєму «Тлумачному словнику великоруської мови» для діал. рос. полуница припускав ранішу форму полевница, пов'язану з поле («польова ягода»).

## Опис
Відрізняється від суниць лісових відстовбурчено-волосистими квітконіжками, шовковистим опушенням з обох боків листкових пластинок, яйцеподібною формою плоду (до основи звуженою, у нижній частині без сім'янок). Зростає на луках, у мішаних лісах. Світлолюбна рослина, поширена в тих же районах, що й суниці лісові.

## Поширення
- Азія
  - Кавказ: Вірменія; Азербайджан; Грузія; Російська Федерація — Передкавказзя, Дагестан
  - Середня Азія: Казахстан; Киргизстан
  - Сибір: Алтайський край, Республіка Алтай, Іркутська область, Кемеровська область, Красноярський край, Курганська область, Новосибірська область, Омська область, Томська область, Тюменська область
  - Західна Азія: Туреччина
- Європа
  - Східна Європа: Білорусь; Естонія; Молдова; Росія — європейська частина; Україна
  - Середня Європа: Австрія; Бельгія; Чехія; Німеччина; Угорщина; Польща; Словаччина; Швейцарія
  - Північна Європа: Данія; Фінляндія; Норвегія; Швеція
  - Південно-Східна Європа: Албанія; Боснія і Герцеговина; Болгарія; Хорватія; Греція; Італія; Північна Македонія; Чорногорія; Румунія; Сербія; Словенія
  - Південно-Західна Європа: Франція; Іспанія